# Emmy Göring
Emma Johanna Henny „Emmy“ Göring rozená Sonnemannová (24. března 1893 Hamburk – 8. června 1973 Mnichov) byla německá divadelní herečka a druhá manželka vrchního velitele nacistického Luftwaffe Hermanna Göringa.
Ve vymezeném období nacistické vlády Adolfa Hitlera, který nebyl ženat, plnila neoficiálně roli první dámy Třetí Říše.

## Mládí a manželství
Narodila se jako Emma Sonnemannová v Hamburku do rodiny bohatého obchodníka. Po školní docházce se stala herečkou v Národním divadle ve Výmaru, kde poznala Hermanna Göringa.
Jejím prvním manželem se stal v roce 1916 herec Karl Köstlin. Dne 10. dubna 1935 se provdala podruhé za prominentního nacistu a vrchního velitele Luftwaffe Hermanna Göringa. I pro Hermanna Göringa bylo manželství s Emmou již druhé v pořadí, jeho první manželka Carin zemřela v říjnu 1931. Na mnoha státních setkáních před druhou světovou válkou sloužila jako Hitlerova hosteska. Její tvrzení, že je první dámou Třetí Říše vytvořilo hodně nepřátelství mezi ní a Hitlerovou milenkou Evou Braunovou, kterou otevřeně pohrdala. To, že na sebe vzala roli první dámy Říše, jí Eva Braunová údajně nikdy neodpustila. Jako manželka jednoho z nejbohatších a nejmocnějších mužů Evropy získala velkou pozornost veřejnosti. Po skončení války během německé denacifikace ji soud usvědčil z toho, že propagovala nacismus a odsoudil ji na jeden rok do vězení. Když byla propuštěna, bylo jí zkonfiskováno 30 procent jejího majetku a bylo jí zakázáno herectví na dobu pěti let. Tím byla připravena o živobytí.

## Pozdější léta
Několik let po svém propuštění z vězení získala velmi malý byt v Mnichově, kde zůstala již po celý zbytek svého života. V posledních letech života trpěla bolestmi sedacích nervů. Napsala autobiografii, An der Seite meines Mannes (1967). Zemřela v Mnichově v roce 1973.

## Odraz v literatuře
- Werner Fritsch: Enigma Emmy Göringové, monodrama na motivy její autobiografie. Dramatizace pro Český rozhlas v překladu Magdaleny Štulcové: Emmy Göring (Hana Maciuchová), Göring (Jaromír Meduna), Hitler (Ivan Řezáč) a Gustav Gründgens (Lukáš Hlavica), dramaturg: Hynek Pekárek, režie: Aleš Vrzák, natočeno: v roce 2010. Oceněno Prix Bohemia 2010 za nejlepší rozhlasovou hru roku.